# Metrosideros halconensis
Metrosideros halconensis är en myrtenväxtart som först beskrevs av Elmer Drew Merrill, och fick sitt nu gällande namn av J.W.Dawson. Metrosideros halconensis ingår i släktet Metrosideros och familjen myrtenväxter.
Artens utbredningsområde är Filippinerna. Inga underarter finns listade i Catalogue of Life.